# جوردي ماسيب
جوردي ماسيب (بالإسبانية: Jordi Masip) هو لاعب كرة قدم إسباني (مواليد 3 يناير 1989 بمدينة ساباديل، في إسبانيا) يلعب حالياً كحارس مرمى لنادي بلد الوليد الإسباني منذ عام 2017،
وكان جوردي ماسيب قد بدأ مشواره الكروي كناشئ في صفوف نادي برشلونة بي حيث قضى 5 سنوات من عام 2008 إلى 2013، قبل أن يُعار في موسم 2013-14 لنادي فيلاجويغا، الذي يلعب في الدوري الإسباني الدرجة الرابعة. في موسم 2014-15 تم تصعيده لفريق برشلونة الأساسي بعد خروج كل من فيكتور فالديز وخوسيه مانويل بينتو.
بعدها انتقل إلى نادي بلد الوليد بعد نهاية الموسم الكروي 2016/2017

## روابط خارجية
- جوردي ماسيب على موقع الاتحاد الدولي (مؤرشف)  (الإنجليزية)
- جوردي ماسيب على موقع الاتحاد الأوربي (الإنجليزية)
- جوردي ماسيب على موقع قاعدة بيانات كرة القدم.إي يو (الإنجليزية)
- جوردي ماسيب على موقع Soccerway.com (الإنجليزية)
- جوردي ماسيب على موقع عالم كرة القدم.نت (الإنجليزية)
- جوردي ماسيب على موقع AS.com (الإسبانية)